# 金乡街道
金乡街道，是中华人民共和国山東省济宁市金乡县下辖的一个乡镇级行政单位， 为县政府所在地，原名金乡镇，2010年撤镇，设立金乡街道办事处。
金乡街道办事处面积55.74平方公里，辖28个行政村，8个居委会，总人口45587人，耕地23376亩。金乡街道经济以煤矿开采为支柱，2004年地区GDP达到7亿元人民币。金乡县境内属暖温带季风大陆性气候，具有冬夏季风气候特点，四季分明，冷热季和干湿季区别明显，全年降水不均。
2017年，金乡县实现地区生产总值（GDP）为221.93亿元。[3]
2017年，金乡县被列入国家园林县城。[4]2017年11月，金乡县获评“2017年度中国十大品质休闲县市”。

## 行政区划
金乡街道下辖以下地区：
北当社区、第一社区、第二社区、第三社区、金珠社区、清真社区、南门社区、西关社区、南店子村、三联村、东关村、后台子村、孙楼村、仓坊村、刘庄村、霍堌村、陈庄村、葛庄村、桃元村、暗楼村、王庄村、新张楼村、王架庄村、旗杆张村、袁楼村、张楼村、十里铺村、周桥村、孙庄村、南楼村、尚楼村、吴庄村、郭楼村、殷庄村、金一村和魏庄村。